# Comando meridionale (Israele)
Il Comando meridionale (in ebraico  פיקוד דרום‎?, traslitterato: Pikud Darom), spesso abbreviato in Padam (פד"מ), è un comando regionale delle Forze di difesa israeliane. Esso è responsabile per il deserto del Negev, il Wadi Araba ed Eilat.
Il suo comandante in capo è l'Aluf Yaron Finkelman.
Per molti anni al Comando meridionale è stato affidato l'incarico di difendere il Negev e garantire la frontiera sulla Penisola del Sinai da Egitto. 
Durante la Seconda intifada, il comando è stato orientato contro il terrorismo.

## Struttura e organizzazione
- QG Comando meridionale
- 80ª Divisione "Edom"
  - 406ª Brigata territoriale "Yoav"
  - 460ª Brigata corazzata "Bnei Or"
  - 512ª Brigata "Paran"
  - 425ª Brigata d'artiglieria
- 143ª Divisione "Firefox"
  - 261ª Brigata
  - 6643ª Brigata "Katif"
  - 7643ª Brigata "Gefen"
- 162ª Divisione corazzata "HaPlada"
  - 5ª Brigata
  - 84ª Brigata di fanteria "Givati"
  - 401ª Brigata corazzata
  - 933ª Brigata "Nahal"

La struttura del Comando meridionale dal 2023

  - 215ª Brigata d'artiglieria "Amud ha-Esh"
- 252ª Divisione "Sinai"
  - 10ª Brigata meccanizzata "Harel"
  - 12ª Brigata "Negev"
  - 14ª Brigata meccanizzata "Machatz"
  - 16ª Brigata "Gerusalemme"
  - 454ª Brigata d'artiglieria "Tabor"